# 작은 하마와 작은 기차
〈작은 하마와 작은 기차〉(Tiny Hippo and the Tiny Train 타이니 히포 앤 더 타이니 트레인[*])는 영국의 만화가 레자 파라즈만드(Reza)가 그린 만화이다. 하마가 작은 장난감 기차를 갖고 놀고 있을 때 까마귀가 장난감 기차를 뺏어가자 그 까마귀를 혼내주는 내용이 담겨 있다.
2012년에 이 만화가 〈작은 하마 이야기〉라는 제목으로 한국어로 번역되었다. 예를 들어 ‘ain't no one fuck’을 ‘아주 좆되는 거에요.’로 번역하였다. 이후 여러 가지 패러디가 나왔다.
패러디 중에는 하츠네 미쿠의 도레미파 론도를 개사한 동명의 노래가 있는데 청소년들이 그 가사 중 하나인 까마귀 배때지 칼빵을 좋다고 불러댄다고 논란이 일기도 하였다.